# Vallata
Vallata är en ort och kommun i provinsen Avellino i regionen Kampanien i Italien. Kommunen hade 2 659 invånare (2017).